# Krążowniki ciężkie typu Takao
Krążowniki typu Takao – typ czterech krążowników ciężkich zbudowanych dla Japońskiej Cesarskiej Marynarki Wojennej na przełomie lat 20. i 30. XX wieku. Brały udział w II wojnie światowej.

## Historia powstania
Po zawarciu traktatu waszyngtońskiego z 1922 roku, ograniczającego zbrojenia morskie, potęgi morskie rozpoczęły budowę nowej klasy okrętów – krążowników ciężkich (nazywanych wówczas waszyngtońskimi), uzbrojonych w działa kalibru 203 mm. Japonia, dążąca do uzyskania prymatu na Pacyfiku, podjęła prace nad budową czterech krążowników ciężkich typu Myōkō, które miały silniejsze uzbrojenie od zagranicznych odpowiedników, chociaż w rzeczywistości nieco przekraczały przyjęty limit wyporności. Na wieść o wyrażeniu przez Kongres USA w 1924 zgody na budowę ośmiu krążowników waszyngtońskich, Japończycy zdecydowali o budowie dalszych czterech jednostek tej klasy, ulepszonego typu Myōkō. Zostały one jednak zatwierdzone przez parlament dopiero podczas sesji na wiosnę 1927. Miały kosztować po 28.370.000 jenów.
Prace projektowe nad ulepszonymi krążownikami rozpoczęto już pod koniec 1925 roku (przed ukończeniem okrętów typu Myōkō), pod kierunkiem komandora Kikuo Fujimoto, a od 1926 roku – wiceadmirała Hiragi. Głównymi ulepszeniami w stosunku do typu Myōkō były: działa nowego modelu, o większym kącie podniesienia i donośności, grubsze opancerzenie komór amunicyjnych, szersze zastosowanie wysokowytrzymałej stali (Ducol), aluminium i spawania, lepsze umieszczenie wyrzutni torpedowych na pokładzie, bogatsze wyposażenie lotnicze oraz większa i obszerniejsza nadbudówka dziobowa.
Budowę dwóch pierwszych okrętów, oznaczonych jako duże krążowniki nr 5 i 6 („Atago” i „Takao”) zamówiono w stoczniach Marynarki w Yokosuce i Kure na początku 1927 roku. Stępki obu okrętów położono 28 kwietnia 1927. Na początku 1928 zamówiono budowę kolejnych dwóch krążowników nr 7 i 8 („Maya” i „Chokai”) w prywatnych stoczniach Kawasaki w Kobe i Mitsubishi w Nagasaki. Wszystkie okręty otrzymały jednak w stoczniach prowizoryczne numery, w kolejności: 9, 10, 11 i 12 (uwzględniające ciągłość od krążowników typów Furutaka i Aoba). Początkowo klasyfikowane były jako krążowniki I klasy, a po unowocześnieniu klasyfikacji 30 maja 1934 – jako krążowniki typu A (Kō kyū Junyōkan), nieoficjalnie jako krążowniki ciężkie. Nadano im nazwy pochodzące od gór.
Po zbudowaniu okręty okazały się przeciążone w stosunku do projektu – planowana wyporność normalna (określana jako „⅔ próbnej”) 12 986 t wyniosła 14 129-14 260 t. Spowodowało to pogorszenie dzielności morskiej, prędkości i zasięgu (planowany 8000 Mm przy prędkości 14 w., faktyczny ok. 7000 Mm). W dużej mierze było to spowodowane bardzo dużą nadbudówką dziobową.
Problemy ze statecznością japońskich okrętów, znajdujące kulminację w przewróceniu się torpedowca „Tomozuru” 12 marca 1934, spowodowały podjęcie decyzji o przebudowie krążowników typu Takao i zmniejszeniu wysoko położonych mas. Przebudowano jednak tylko „Atago” i „Takao”, a przebudowę pozostałych okrętów wstrzymano z uwagi na wybuch wojny. Między innymi obniżono na nich nadbudówkę dziobową i zmniejszono nadbudówkę rufową, a przy tym wzmocniono uzbrojenie torpedowe. Modernizacja polepszyła własności morskie okrętów, lecz wyporność przy 2/3 wyporności bojowej wzrosła do 15 152-15 838 t.

## Okręty
| Nazwa  | położenie stępki, stocznia         | wodowanie    | wejście do służby | los                        |
| Takao  | 28. 04. 1927, Yokosuka             | 12. 05. 1930 | 31. 05. 1932      | samozatopiony 19. 10. 1946 |
| Atago  | 28. 04. 1927, Kure                 | 16. 06. 1930 | 30. 03. 1932      | zatopiony 23. 10. 1944     |
| Maya   | 04. 12. 1928, Kawasaki, Kobe       | 08. 11. 1930 | 30. 06. 1932      | zatopiony 23. 10. 1944     |
| Chōkai | 26. 03. 1928, Mitsubishi, Nagasaki | 05. 04. 1931 | 30. 06. 1932      | zatopiony 25. 10. 1944     |

## Opis
Okręty typu Takao miały podobny do poprzednich japońskich krążowników ciężkich gładkopokładowy kadłub o stosunkowo niskich burtach, z lekko wznoszącym się dziobem i typową dla japońskich konstrukcji dziobnicą w kształcie spłaszczonego „S”. Dla obniżenia masy, pokład rufowy nieco opadał za rufowymi wieżami dział. Wolna burta na śródokręciu, planowana na 4,86 m, po zbudowaniu miała na skutek zwiększenia zanurzenia wysokość 4,4 m.
Na śródokręciu znajdowała się grupa nadbudówek, z kominami. Charakterystyczną i unikalną cechą okrętów typu Takao była bardzo duża, aczkolwiek harmonijna bryła nadbudówki dziobowej, z lekko pochyloną przednią ścianą. Przy podobnej wysokości jak na typie Myoko, była ona znacznie obszerniejsza. Miała ona aż 10 poziomów, a na „Atago” i „Takao” po modernizacji – 7. W tylną część nadbudówki wkomponowany był przedni komin, wygięty do tyłu, o wydłużonej podstawie (odprowadzający spaliny z 6 kotłowni dziobowych). Między nadbudówką a kominem znajdował się kratownicowy czworonożny maszt o formie piramidy (zamieniany na lżejszy na modernizowanych okrętach). Tuż za pierwszym kominem był drugi prosty komin, a za nim nadbudówka rufowa, mieszcząca m.in. hangar dla wodnosamolotów. Na nadbudówce umieszczony był mniejszy trójnożny maszt z bomem ładunkowym. Po obu stronach grupy nadbudówek i kominów burty były przedłużone w górę, do lekkiego pokładu nadbudówki (spardeku), na którym znajdowały się m.in. stanowiska artylerii przeciwlotniczej. Podwyższone burty miały po dwa charakterystyczne duże wycięcia na aparaty torpedowe umieszczone na pokładzie górnym i trzecie wycięcie do załadunku torped pomiędzy nimi.
Za nadbudówką rufową były umocowane na burtach dwie obrotowe katapulty, o długości 19,4 m każda, a dalej były dwie rufowe wieże artylerii. Na modernizowanych okrętach zmniejszono nadbudówkę rufową, likwidując hangar i przesuwając maszt z bomem tuż przed wieże rufowe. Przestrzeń pomiędzy nadbudówkami, oboma katapultami i wysoką barbetą pierwszej z wież rufowych zabudowano na nich podniesionym pokładem do przechowywania i obsługi wodnosamolotów, przy tym katapulty nowego modelu przeniesiono ok. 10 m do przodu.

### Opancerzenie
Opancerzenie pionowe miało chronić przed pociskami kalibru 203 mm z odległości ponad 19 km i pociskami 155 mm z odległości ponad 15 km. Burty były chronione przez pas pancerny o długości 119,8 m ze stali NVNC, nachylony na zewnątrz pod kątem 12° i rozciągający się od dziobowych do rufowych komór amunicyjnych artylerii głównej, pod wieżami. Główna centralna część pasa o długości 82,4 m i wysokości 3,5 m obejmowała siłownię i miała jednolitą grubość 102 mm. Jej górna krawędź dochodziła do pokładu środkowego (głównego). Na pozostałych częściach pasa z przodu (długości 20,95 m) i z tyłu (16,45 m), osłaniających komory amunicyjne, pas był umieszczony niżej i miał grubość 127 mm w górnej części (między pokładem dolnym a magazynowym), a w dolnej 76 mm, zmniejszające się do 38 mm w kierunku dna. Pas sięgał w tych miejscach niżej, niż na śródokręciu, gdyż w tym rejonie nie było bąbli przeciwtorpedowych. Przy wyporności 2/3 próbnej, centralna część pasa wystawała ponad linię wodną na 1,3 m, a dziobowa i rufowa pasa znajdowały się tuż pod powierzchnią wody. Przy pełnej wyporności, pas wystawał na 85 cm nad wodę.
Pasy burtowe były połączone grodziami, tworzącymi cytadelę pancerną. Centralna część pasa była zamknięta z przodu grodzią poprzeczną grubości 38–63 mm, a z tyłu łamaną grodzią grubości 32–89 mm (obejmującą podstawę wieży nr 4). Dziobowa część pasa była ponadto zakończona łamaną grodzią grubości 63–89 mm (obejmującą podstawę wieży nr 1), a rufowa – grodzią poprzeczną grubości 76 mm.